# Cyprus Turkish Airlines
Cyprus Turkish Airlines Limited (em turco:  Kıbrıs Türk Hava Yolları Ltd. Şti. (KTHY)) era uma companhia aérea de Chipre do Norte que serviu como atransportadora de bandeira de Chipre do Norte. Até seu colapso em junho de 2010, a KTHY era a principal companhia aérea que transportava passageiros para Chipre do Norte.
A KTHY operava voos programados entre Ercan, Chipre do Norte, e para várias cidades na Turquia, o Reino Unido, e o oeste e o nordeste da Europa. Sua base principal era o Aeroporto Internacional de Ercan.

## História
A Cyprus Turkish Airlines foi fundada em 4 de dezembro de 1974 em Nicósia, com ações divididas igualmente entre a Turkish Airlines e o Cash Development do Fundo Consolidado da Assembleia da Comunidade Cipriota Turca (Konsolide Fonu Inkisaf Sandigi). O primeiro voo programado ocorreu em 3 de fevereiro de 1975.
Em 2005, o governo turco vendeu suas ações para Ada Havayollari.

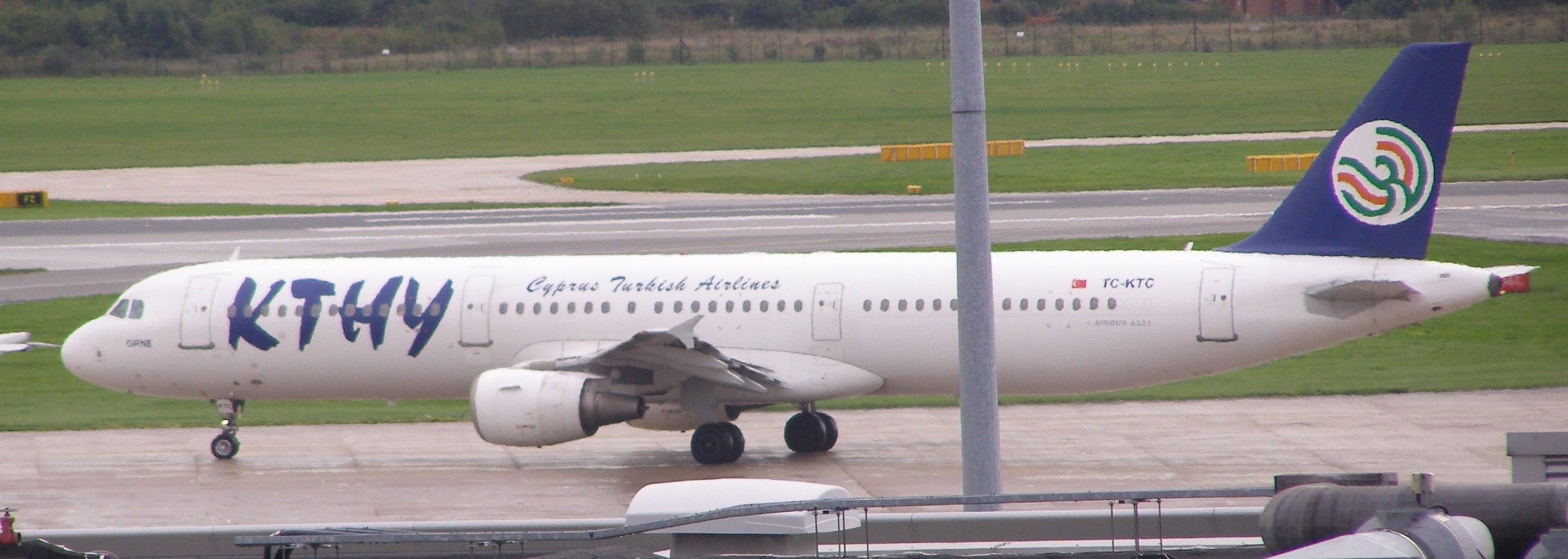
Um Airbus A321 da KTHY em 2006

Em junho de 2010, a KTHY havia contraído uma dívida de US $ 100 milhões e sua administração decidiu vender a empresa para evitar a falência. A transportadora turca Atlasjet foi a única licitante.
Em 21 de junho de 2010, a companhia aérea anunciou através do seu site que havia encerrado todas as operações até novo aviso. Em 29 de junho de 2010, foi anunciado que a companhia aérea havia encerrado suas atividades.

## Frota

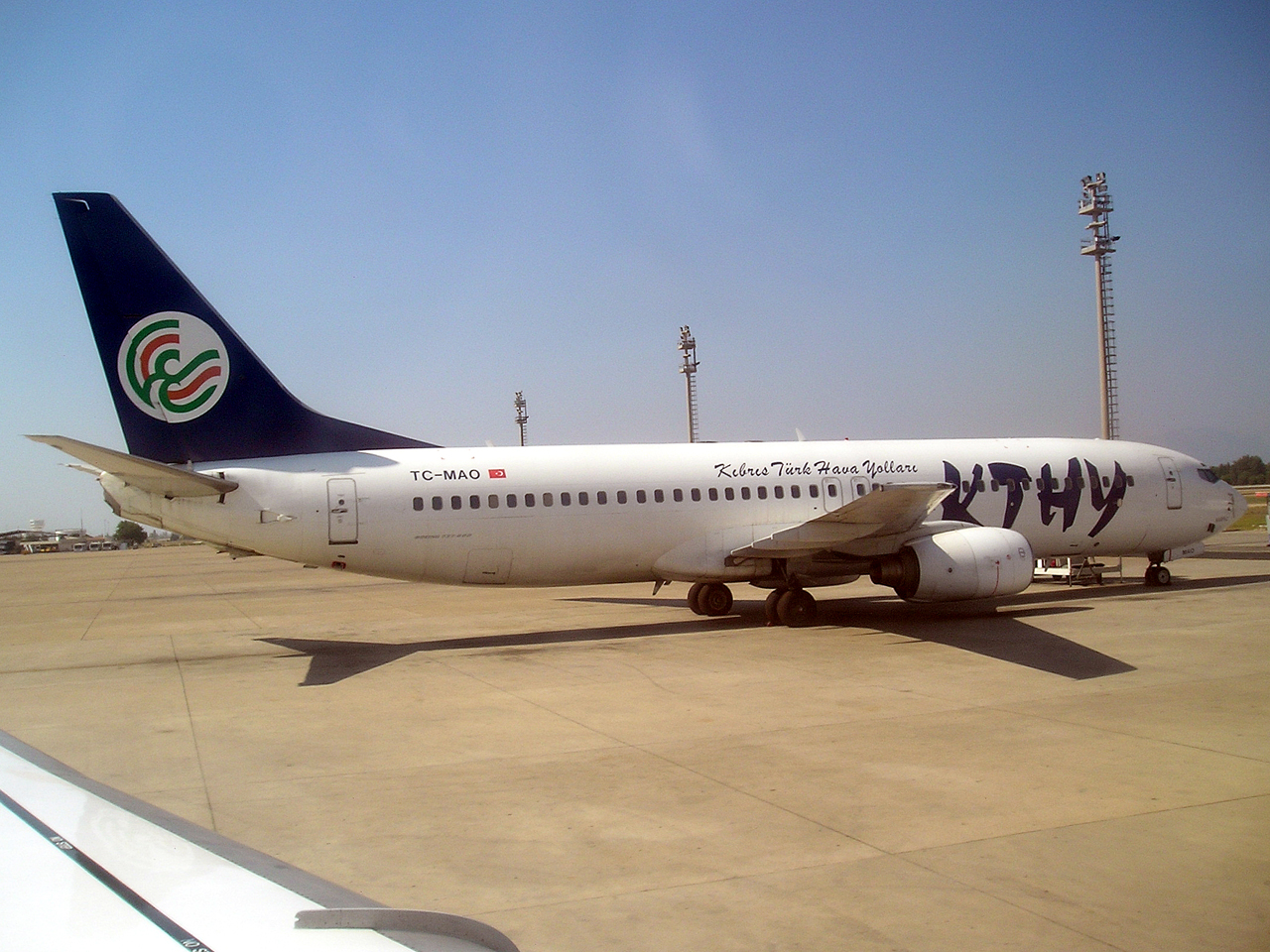
Um Boeing 737-800 no Aeroporto de Antália em 2005

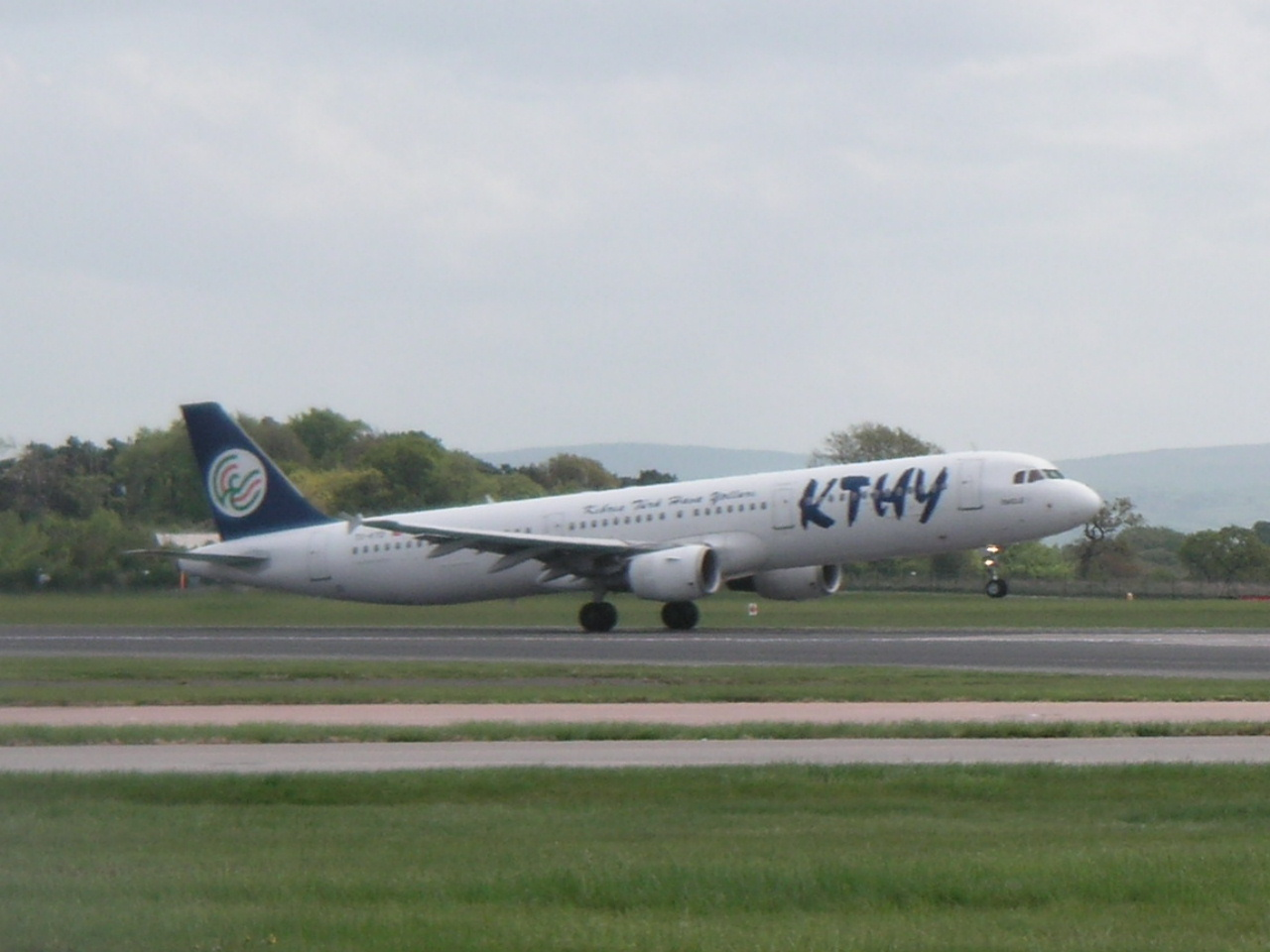
Um Airbus A321 da KTHY em 2009

A frota da Cyprus Turkish Airlines consistia nas seguintes aeronaves (Março de 2010):
| Aeronaves       | Total | Passageiros | Notas |
| --------------- | ----- | ----------- | ----- |
| Airbus A320-232 | 1     | 180         |       |
| Airbus A321-211 | 2     | 209         |       |
| Boeing 737-800  | 4     | 177         |       |